# Cercle social
Der Cercle social, der sich formeller auch Freunde der Wahrheit nannte, war ein revolutionärer Klub, der von 1790 bis zum Jahr VIII während der Französischen Revolution bestand.
Er war vor allem freimaurerisch geprägt.

## Geschichte
Der Cercle social wurde 1790 von Nicolas de Bonneville und Claude Fauchet gegründet, die seine Entstehung am 21. Februar 1790 in der Presse bekannt gaben. Das ursprüngliche Ziel des Zirkels bestand darin, ein Korrespondenzzentrum für Gelehrte aus ganz Europa zu werden. Nach Ansicht seiner Gründer muss der Cercle social „öffentliche Zensur“ ausüben.
Der Zirkel nahm im Oktober 1790 neue Dimensionen an, als er im Cirque du Palais-Roya seine Sitzungen öffentlich abhielt. Vor einem Publikum, das jede Woche zwischen 5000 und 8000 Menschen umfassen konnte, hielt Claude Fauchet, der selbsternannte „Ankläger der Wahrheit“, Vorträge über Jean-Jacques Rousseaus Gesellschaftsvertrag. Er stellte auch politische Theorien über demokratische Regierungsformen auf und lehnte die antike direkte Demokratie zugunsten eines imperativen Mandats unter der Kontrolle der Bürger ab. Auch der Cercle social plädierte für eine Verringerung der Vermögensungleichheit, noch immer aus einer rousseauistischen Perspektive, blieb in der Frage der Landverteilung den Regeln des Ancien Régime treu. In den Kolonien kämpfte er beispielsweise mit der Organisation Brissots für die Gleichberechtigung freier farbiger Menschen mit Weißen und für die schrittweise Abschaffung der Sklaverei unter den Schwarzen.
Die Sitzungen wurden im Journal „La Bouche de fer“ übertragen, das Fauchets Konferenzen und die darauf folgende Korrespondenz veröffentlichte. Diese Veröffentlichung ist wichtig für das Verständnis der Entstehung demokratischer Ideen während der Revolution.
Darüber hinaus weist der Cercle social in dieser Patriotischen Revolution die Originalität auf, sich klar als kosmopolitisch zu behaupten. Er appellierte an Gelehrte auf der ganzen Welt und verfasste eine mehrsprachige Ausgabe der Verfassung von 1791. Sein Ziel war die Schaffung einer universellen, von Gelehrten geführten Republik.
Zu den wichtigsten Persönlichkeiten, die den „Social Circle“ verkehrten, zählten neben Nicolas de Bonneville und Claude Fauchet auch Goupil de Préfeln, Camille Desmoulins und Bertrand Barère, aber auch Condorcet. Rund 130 Persönlichkeiten der Revolution besuchen diesen Klub regelmäßig. Die Sitzungen waren öffentlich (daher die Wahl des Zirkus Palais-Royal), weil der Klub einem möglichst breiten Publikum zeigen wollte, wie ein literarischer Salon arbeitet. Die Zuschauer waren eingeladen, Fragen zu stellen, und am Ende jeder Sitzung wurde über eine Lösung abgestimmt. Ab 1791 kam zum Cercle social auch eine Verlagstätigkeit hinzu: Er wurde zu einem der wichtigsten Zentren für die Verbreitung revolutionärer Schriften und veröffentlichte zahlreiche Zeitungen, politische Pamphlete, Theaterstücke, Gedichtbände, Plakate usw. So wurden Louis-Sébastien Mercier, Nicolas Edme Restif de la Bretonne, Jacques-Henri Bernardin de Saint-Pierre, Jean-Baptiste de Lamarck, Condorcet, Brissot und Roland veröffentlicht. Ab Dezember 1792 war er auch Herausgeber des Bulletin des amis de la vérité.
Ab 1791 erklärte sich der Circle Social offen als republikanisch. Es war damals ein Treffpunkt der Girondisten. Ihre politische Ausrichtung war liberal und förderte eine Gesellschaft kleiner und mittlerer unabhängiger Produzenten. Im März 1791 gründete Etta Palm d’Aelders die „Patriotische und Wohltätige Gesellschaft der Freunde der Wahrheit“, einen ausschließlich weiblichen Zirkel des Cercle social, der sich der Verteidigung der Frauenrechte widmete.
Nach dem Fall der Gironde stellte der Zirkel seine Aktivitäten ein. Fauchet wurde verhaftet und am 31. Oktober 1793 hingerichtet. Bonneville nahm seine Druckertätigkeit nach dem 9. Thermidor wieder auf. Er versuchte, den Bekanntenkreis zu erweitern, fand jedoch nicht mehr das frühere Publikum. Es bestand jedoch bis zum Brumaire des Jahres VIII weiter. Wir finden dort dann Ideologen wie Pierre-Claude Daunou, Constantin François Volney, Louis Jean Marie Daubenton oder Claude-Louis Berthollet.
Der „Cercle sociale“ war sehr bekannt und galt bei den Romantikern des 19. Jahrhunderts wie Charles Nodier oder Victor Hugo, aber auch bei Politikern und Philosophen wie Charles Fourier, Henri de Saint-Simon oder Karl Marx als Bezugspunkt.